# Europameisterschaften im Vielseitigkeitsreiten 2017
| Europameisterschaften 2017 | Europameisterschaften 2017 |
| -------------------------- | -------------------------- |
| Sportart:                  | Vielseitigkeitsreiten      |
| Austragungsort:            | Strzegom, Polen            |
| Teilnehmende Reiter:       | 77 aus 19 Nationen         |

Die Europameisterschaften im Vielseitigkeitsreiten 2017 wurden vom 17. bis 20. August 2017 in der niederschlesischen Stadt Strzegom durchgeführt. Bei der Veranstaltung handelte es sich um die 33. Europameisterschaften im Vielseitigkeitsreiten.

## Organisation

### Vorbereitung
Im Juni 2014 vergab der Weltpferdesportverband FEI die Europameisterschaften der Vielseitigkeitsreiter für das Jahr 2017 nach Strzegom, das damit den Vorzug gegen den Mitbewerber Fontainebleau bekam. Es ist das erste Mal, dass Polen eine Europameisterschaft im Vielseitigkeitsreiten ausrichtet.
In Strzegom werden seit dem Jahr 2000 Vielseitigkeitsprüfungen durchgeführt, seit 2003 auch international ausgeschriebene Prüfungen. Das Weltcupfinale der Vielseitigkeitsreiter wurde hier 2009 durchgeführt, auch die Europameisterschaften der Jungen Reiter fanden 2015 hier statt. Jährlich ist die Reitanlage Austragungsort mehrerer Vielseitigkeitsturniere, seit 2012 richtet man die polnische Etappe der Nationenpreisserie der FEI aus.

### Durchführung, Austragungsort, Medien
Der Generalsponsor der FEI, Longines, war auch in Strzegom offizieller Partner und Zeitnehmer („Official Partner, Timekeeper and Watch“).
Die Plätze für Dressur und Springen und auch die Geländestrecke befanden sich im Ośrodek Jeździecki Stragona (Reitsportzentrum Stragona), welches sich in Nachbarschaft zum Schloss Muhrau (Pałac Morawa) ca. drei Kilometer östlich des Stadtzentrums befindet. Der Geländekurs wurde vom früheren deutschen Championatsreiter Rüdiger Schwarz gestaltet, der als Kursdesigner z. B. bereits bei den Weltreiterspielen 2006 in Aachen zum Einsatz kam.
Der paneuropäische TV-Sender Eurosport 1 strahlte am Samstag nach den Europameisterschaften eine einstündige Zusammenfassung der Veranstaltung aus. Die FEI übertrug das gesamte Turnier kostenpflichtig auf ihrer Internetseite. Kurz vor Beginn des Turniers erwarb der deutsche IPTV-Sender ClipMyHorse Senderechte an den Europameisterschaften und zeigte in Folge die Teilprüfungen in Deutschland live.

## Zeitplan
Die Europameisterschaften starteten am Nachmittag des 16. August 2017 (Mittwoch) mit der ersten veterinärmedizinischen Untersuchung, der sich alle teilnehmenden Pferde zu unterziehen hatten. Das sportliche Programm begann am Folgetag: Am Donnerstag und Freitag fanden jeweils von 10:30 bis 16:30 Uhr Ortszeit die Dressuren statt.
Die zweite Teilprüfung, die Geländestrecke, galt es für die Reiter und Pferde am 19. August (Samstag) zu bewältigen. Am letzten Turniertag stand dann die zweite veterinärmedizinische Untersuchung und die Springprüfung als dritte Teilprüfung auf dem Programm. Die Veranstaltung endete mit der Medaillenübergabe und einer Abschlusszeremonie.

## Ergebnisse

### Zwischenergebnis nach der Dressur
Bereits am ersten Tag lag die deutsche Mannschaft nach zwei Reitern deutlich in Führung. So hatte Julia Krajewski mit Samourai du Thot mit 75,77 Prozent ein gutes Dressurergebnis bekommen, doch herausragend war das Ergebnis von Bettina Hoy und Seigneur Medicott mit 83,59 Prozent. Am zweiten Tag kamen Ingrid Klimke und Michael Jung mit ihren Pferden auf die Plätze zwei und drei der Einzelwertung. Damit lag Deutschland vor dem Geländetag mit nur 87,70 Minuspunkten in Führung und stellte damit ein neues Bestergebnis für Mannschafts-Dressurergebnisse im Vielseitigkeitsreiten auf.
Beste Reiterin einer anderen Nation in der Einzelwertung war Gemma Tattersall, die als Einzelreiterin für Großbritannien am Start war. Auf dem zweiten Platz der Mannschaftsrangierung lag mit über 24 Minuspunkten Rückstand Olympiasieger Frankreich. Nur 0,1 Minuspunkte dahinter folgten bereits die Mannschaftsreiter Großbritanniens.
Einzelwertung:
| Rang | Reiter                 | Pferd             | Minuspunkte (Prozent) |
| ---- | ---------------------- | ----------------- | --------------------- |
| 1    | Bettina Hoy            | Seigneur Medicott | 24,60 (83,59 %)       |
| 2    | Ingrid Klimke          | Hale Bob OLD      | 30,30 (79,81 %)       |
| 3    | Michael Jung           | Rocana FST        | 32,80 (78,14 %)       |
| 4    | Gemma Tattersall       | Quicklook V       | 33,10 (77,95 %)       |
| 5    | Sara Algotsson-Ostholt | Reality           | 34,20 (77,18 %)       |

Mannschaftswertung:
|   | Mannschaft     | Reiter           | Pferd             | Minuspunkte |
| - | -------------- | ---------------- | ----------------- | ----------- |
| 1 | Deutschland    | Bettina Hoy      | Seigneur Medicott | 24,60       |
| 1 | Deutschland    | Ingrid Klimke    | Hale Bob OLD      | 30,30       |
| 1 | Deutschland    | Michael Jung     | Rocana FST        | 32,80       |
| 1 | Deutschland    | Julia Krajewski  | Samourai du Thot  | (36,30)     |
| 1 | Deutschland    | 87,70            |                   |             |
| 2 | Frankreich     | Thomas Carlile   | Upsilon           | 34,40       |
| 2 | Frankreich     | Thibaut Vallette | Qing du Briot     | 36,10       |
| 2 | Frankreich     | Gwendolen Fer    | Traumprinz        | 41,30       |
| 2 | Frankreich     | Sidney Dufresne  | Tresor Mail       | (41,50)     |
| 2 | Frankreich     | 111,80           |                   |             |
| 3 | Großbritannien | Nicola Wilson    | Bulana            | 35,10       |
| 3 | Großbritannien | Kristina Cook    | Billy the Red     | 38,20       |
| 3 | Großbritannien | Rosalind Canter  | Allstar B         | 38,60       |
| 3 | Großbritannien | Oliver Townend   | Cooley SRS        | (43,80)     |
| 3 | Großbritannien | 111,90           |                   |             |

### Zwischenergebnis nach dem Gelände
Der Geländeparcours wurde vor dem Geländetag als technisch anspruchsvoll bewertet, Michael Jung ordnete ihn für einen Drei-Sterne-Kurs als eher schwer ein. Auch die erlaubte Zeit wurde als schwer zu erreichen eingeschätzt.
In der Nacht hatte es geregnet, was den Boden rutschig machte. Resultierend hieraus kam es zu Beginn der Prüfung bei fast allen Reitern zu Vorbeiläufern oder/und zweistelligen Minuspunktzahlen für das Überschreiten der Idealzeit. Später startende Reiter konnten hierauf noch reagieren und längere Stollen unter dem Pferdehufen zum Einsatz bringen. Dem achten Starter, Pietro Roman, gelang mit Barraduff als erster ohne Fehler zu bleiben und damit sein Dressurergebnis zu halten. Er sollte für die nächsten 40 Ritte der einzige bleiben, dem dies gelang.
Von den 77 Startern stützen acht im Gelände, wovon ein Sturz schwerwiegendere Folgen hatte: Der polnische Einzelreiter Michał Knap und sein Pferd Bob the Builder stürzten an Hindernis 16. Der resultierende Bruch am rechten Vorderbein erwies sich als so kompliziert, dass der 11-jährige Wallach eingeschläfert werden musste. Für die vor dem Gelände führende Bettina Hoy war schon nach gut einer Minute die Chance vorbei, nach 20 Jahren erneut Einzel-Europameisterin zu werden. Bereits zu diesem frühen Zeitpunkt hatte der Parcoursbauer als Hindernis Nummer 4 drei auf schräger Linie zueinander stehende Hindernisse (4A bis 4C) aufgebaut. Am Hindernis 4C hatten etliche Starterpaare einen Vorbeiläufer, so auch Hoy mit Seigneur Medicott. Der als vorsichtig geltende Wallach hatte bereits zuvor ein Hufeisen verloren und war verunsichert. Später im Parcours verlor er ein weiteres Eisen, an Hindernis 10 kam es dann zum Sturz von Bettina Hoy.
Die Drittplatzierte der Europameisterschaft von 1997, Kristina Cook, war es dann, der der zweite fehlerlose Ritt in Idealzeit gelang. Gleiches glückte Ingrid Klimke und Hale Bob OLD, die damit nach dem Aus von Bettina Hoy und 23,6 zusätzlichen Minuspunkten von Julia Krajewski die Medaillenchancen für die deutsche Mannschaft wahrte. Keine Chancen mehr hierauf hatten hingegen die Franzosen, da zwei ihrer vier Mannschaftspaare ausschieden. Michael Jung kam ohne Tadel in der schnellsten Zeit mit Rocana in das Ziel, so dass er in der Einzelwertung nun hinter Klimke auf dem zweiten Platz lag. In der Mannschaftswertung konnten die Briten trotz des mäßigen Starts ihres ersten Reiters Oliver Townend fast ihr Dressurergebnis halten, ohne Ausfälle lagen sie nun mit fast zehn Minuspunkten in Führung. Deutschland und Schweden folgten dahinter, die übrigen Equipen lagen abgeschlagen zurück.
Im Nachgang zum Geländetag wurde festgestellt, dass es sich beim Ausscheiden des dänischen Mannschaftsreiters Peter Flarup um eine Fehlentscheidung handelte. Flarup wurde angehalten, da drei Hindernisrichter für ihn eine Verweigerung bei ihrem Hindernis bestätigt hatten. Bei einer dieser Meldungen handelte es sich jedoch um einen Irrtum. Da das Reglement hierfür jedoch keine Möglichkeit der Korrektur vorsieht, blieb das Ergebnis so bestehen.
Einzelwertung:
| Rang | Reiter                 | Pferd        | Minuspunkte | Minuspunkte | Minuspunkte      |
| Rang | Reiter                 | Pferd        | Dressur     | Gelände     | Zwischenergebnis |
| ---- | ---------------------- | ------------ | ----------- | ----------- | ---------------- |
| 1    | Ingrid Klimke          | Hale Bob OLD | 30,30       | 0,00        | 30,30            |
| 2    | Michael Jung           | Rocana FST   | 32,80       | 0,00        | 32,80            |
| 3    | Sara Algotsson-Ostholt | Reality      | 34,20       | 0,80        | 35,00            |
| 4    | Nicola Wilson          | Bulana       | 35,10       | 0,40        | 35,50            |
| 5    | Gemma Tattersall       | Quicklook V  | 33,10       | 3,60        | 36,70            |

Mannschaftswertung:
| Rang | Mannschaft     | Reiter                 | Pferd                | Minuspunkte | Minuspunkte | Minuspunkte      |
| Rang | Mannschaft     | Reiter                 | Pferd                | Dressur     | Gelände     | Zwischenergebnis |
| ---- | -------------- | ---------------------- | -------------------- | ----------- | ----------- | ---------------- |
| 1    | Großbritannien | Nicola Wilson          | Bulana               | 35,10       | 0,40        | 35,50            |
| 1    | Großbritannien | Kristina Cook          | Billy the Red        | 38,20       | 0,00        | 38,20            |
| 1    | Großbritannien | Rosalind Canter        | Allstar B            | 38,60       | 1,60        | 40,20            |
| 1    | Großbritannien | Oliver Townend         | Cooley SRS           | 43,80       | 41,20       | (85,00)          |
| 1    | Großbritannien |                        |                      | 113,90      |             |                  |
| 2    | Deutschland    | Ingrid Klimke          | Hale Bob OLD         | 30,30       | 0,00        | 30,30            |
| 2    | Deutschland    | Michael Jung           | Rocana FST           | 32,80       | 0,00        | 32,80            |
| 2    | Deutschland    | Julia Krajewski        | Samourai du Thot     | 36,30       | 23,60       | 59,90            |
| 2    | Deutschland    | Bettina Hoy            | Seigneur Medicott    | 24,60       | AUSG        | (1000,00)        |
| 2    | Deutschland    |                        |                      | 123,00      |             |                  |
| 3    | Schweden       | Sara Algotsson-Ostholt | Reality              | 34,20       | 0,80        | 35,00            |
| 3    | Schweden       | Louise Svensson Jähde  | Utah Sun             | 38,30       | 6,00        | 44,30            |
| 3    | Schweden       | Ludwig Svennerstål     | Paramount Importance | 44,40       | 4,80        | 49,20            |
| 3    | Schweden       | Niklas Lindbäck        | Focus Filiocus       | 44,70       | 8,40        | (53,10)          |
| 3    | Schweden       |                        |                      | 128,50      |             |                  |

### Endergebnis
Die zweite „Horse Inspection“ (veterinärmedizinische Untersuchung) vor dem Springen brachte nochmals Änderungen in den Rangierungen: Vier Reiter zogen ihre Pferde vor der Untersuchung zurück, darunter Oliver Townend. Damit hatte auch Großbritannien kein Streichergebnis mehr. Die niederländische Einzelstarterin Merel Blom zog ihr Pferd ebenfalls zurück, nachdem dieses im ersten Anlauf die Untersuchung nicht bestand. Die Pferde der Mannschaftsreiter Paweł Spisak (Polen) und Joris Van Springel (Belgien) bestanden die Untersuchung nicht, so dass auch ihre Equipen im Springen ohne vierten Reiter auskommen mussten.
Das Starterfeld im Springen war in zwei Gruppen geteilt worden. Die Startreihenfolge erfolgte nach der Einzelwertung, die besten Ergebnisse zum Schluss. Dass der Springparcours insbesondere für die schwächeren Paare anspruchsvoll war, zeigte sich bei der ersten Gruppe: Von den 31 Reitern blieben nur vier mit ihren Pferden ohne Fehler. Minuspunkte für Zeitüberschreitung gab es wenige, aber einige Ritte mit zweistelligen Minuspunktzahlen für Hindernisabwürfe. Am schlechtesten lief das Springen für den polnischen Mannschaftsreiter Mateusz Kiempa, der gleich 36 Minuspunkte sammelte.
Die zweite Gruppe der besten 25 Paare brachte die Entscheidung nicht nur in der Einzelwertung, auch alle Mannschaftsreiter der drei führenden Nationen waren Teil dieser Gruppe. Julia Krajewski legte hier mit einer Nullrunde mit Samourai du Thot für Deutschland vor. Ähnlich gut lief es für die deutschen Einzelreiter: Josefa Sommer bekam mit Hamilton bei ihrem ersten großen Championat nur noch einen Minuspunkt für leichte Zeitüberschreitung hinzu und kam auf den zwölften Rang. Kai Rüder beendete die Europameisterschaften mit Colani Sunrise auf dem sechsten Rang.
Unglücklich verlief das Springen für die Schweden: Zwar konnten sie ihren Bronzerang halten, rutschten aber in der Einzelwertung zum Teil deutlich nach hinten. Mit gleich 12 Minuspunkten verlor Sara Algotsson-Ostholt ihren dritten Rang und wurde im Endergebnis Neunte. Bei den Briten bekamen nur die Einzelreiter Piggy French und Gemma Tattersall Hindernisfehler, die Mannschaftsreiter blieben ohne Tadel und sicherten sich die Mannschafts-Goldmedaille.
Auch nach den Fehlern der drittletzten Starterin Sara Algotsson-Ostholt hatte Michael Jung weniger als einen Hindernisfehler Vorsprung. Ohne Fehler behielt er mit Rocana sein Dressurergebnis bei und hielt damit auch die Chance auf sein viertes Einzel-Europameisterschaftsgold in Folge. Als letzte Starterin ging Ingrid Klimke an den Start. Auch für sie und Hale Bob war die Ausgangslage ähnlich: Sie hätte sich zwei Minuspunkte für Zeitüberschreitung erlauben können, nicht aber einen Fehler im Parcours. Doch wie schon bei den beiden letzten Europameisterschaften blieben alle Stangen oben. Klimke gelang damit nach vielen Mannschafts-Goldmedaillen und einer Einzel-Silbermedaille bei den Europameisterschaften 2013 erstmals der Einzelsieg eines internationalen Championats.
Die Schweiz war in Strzegom mit einer Mannschaft und zwei Einzelreitern angetreten. Das beste Einzelergebnis gelang Ben Vogg (23. Rang), die Equipe kam nach dem Gelände-Aus von Felix Vogg auf Platz acht. Österreich entsandte zwei Reiter zu den Europameisterschaften, hier brachte Katrin Khoddam Hazrati mit Cosma das beste Ergebnis (Platz 25).
Bei der Auswertung der Blut- und Urinproben wurde Samourai du Thot, das Pferd der deutschen Mannschaftsreiterin Julia Krajewski, positiv auf Firocoxib getestet. Hierbei handelte es sich um eine unerlaubte Medikation. Da keine Erklärung dafür gefunden werden konnte, wie das Mittel in das Pferd gekommen sein könnte, verzichtete Krajewski auf einen Einspruch beim FEI-Tribunal und akzeptierte die von der FEI verhängte Verwaltungsstrafe in Form einer Geldstrafe. Krajewski wurde damit nachträglich disqualifiziert, die deutsche Equipe fiel damit vom Silberrang auf Platz zehn zurück. Anfang Dezember 2017 wurde die Neuvergabe der Silber- und Bronzemedaille offiziell bestätigt.

#### Endergebnis Einzelwertung
| Rang | Reiter                 | Pferd                | Minuspunkte                  | Minuspunkte                  | Minuspunkte                  | Minuspunkte | Minuspunkte |
| Rang | Reiter                 | Pferd                | Dressur                      | Gelände                      | Springen                     | Gesamt      |             |
| ---- | ---------------------- | -------------------- | ---------------------------- | ---------------------------- | ---------------------------- | ----------- | ----------- |
| 1    | Ingrid Klimke          | Hale Bob OLD         | 30,30                        | 0,00                         | 0,00                         | 30,30       |             |
| 2    | Michael Jung           | Rocana FST           | 32,80                        | 0,00                         | 0,00                         | 32,80       |             |
| 3    | Nicola Wilson          | Bulana               | 35,10                        | 0,40                         | 0,00                         | 35,50       |             |
| 4    | Kristina Cook          | Billy the Red        | 38,20                        | 0,00                         | 0,00                         | 38,20       |             |
| 5    | Rosalind Canter        | Allstar B            | 38,60                        | 1,60                         | 0,00                         | 40,20       |             |
| 6    | Kai Rüder              | Colani Sunrise       | 37,10                        | 3,20                         | 0,00                         | 40,30       |             |
| 7    | Sarah Ennis            | Stellor Rebound      | 38,60                        | 0,80                         | 4,00                         | 43,40       |             |
| 8    | Gemma Tattersall       | Quicklook V          | 33,10                        | 3,60                         | 8,00                         | 44,70       |             |
| 9    | Sara Algotsson-Ostholt | Reality              | 34,20                        | 0,80                         | 12,00                        | 47,00       |             |
| 10   | Thibaut Vallette       | Qing du Briot        | 36,10                        | 11,60                        | 0,00                         | 47,70       |             |
| 11   | Louise Svensson Jähde  | Utah Sun             | 38,30                        | 6,00                         | 4,00                         | 48,30       |             |
| 12   | Josefa Sommer          | Hamilton             | 41,00                        | 6,80                         | 1,00                         | 48,80       |             |
| 13   | Pietro Roman           | Barraduff            | 41,00                        | 0,00                         | 8,00                         | 49,00       |             |
| 14   | Niklas Lindbäck        | Focus Filiocus       | 44,70                        | 8,40                         | 0,00                         | 53,10       |             |
| 15   | Ludwig Svennerstål     | Paramount Importance | 44,40                        | 4,80                         | 4,00                         | 53,20       |             |
|      | …                      |                      |                              |                              |                              |             |             |
| 22   | Ben Vogg               | Noe des Vaty         | 43,00                        | 31,20                        | 5,00                         | 79,20       |             |
|      | …                      |                      |                              |                              |                              |             |             |
| 24   | Katrin Khoddam Hazrati | Cosma                | 58,00                        | 24,40                        | 0,00                         | 82,40       |             |
|      | …                      |                      |                              |                              |                              |             |             |
| 37   | Eveline Bodenmüller    | Waldmann             | 51,70                        | 47,60                        | 12,00                        | 111,30      |             |
|      | …                      |                      |                              |                              |                              |             |             |
| 49   | Sandra Leonhardt-Raith | Toubleu de Rueire    | 53,20                        | 60,40                        | 20,00                        | 133,60      |             |
|      | …                      |                      |                              |                              |                              |             |             |
| 53   | Margit Appelt          | Space Jet            | 53,10                        | 96,80                        | 8,00                         | 157,90      |             |
| 54   | Patrizia Attinger      | Hilton P             | 51,70                        | 106,00                       | 12,00                        | 169,70      |             |
|      | …                      |                      |                              |                              |                              |             |             |
| —    | Bettina Hoy            | Seigneur Medicott    | 24,60                        | ausgeschieden (Sturz)        |                              | —           |             |
| —    | Felix Vogg             | Onfire               | 37,20                        | ausgeschieden (Sturz)        |                              | —           |             |
| —    | Mélody Johner          | Frimeur du Record CH | 54,00                        | ausgeschieden                |                              | —           |             |
| —    | Julia Krajewski        | Samourai du Thot     | nachträglich disqualifiziert | nachträglich disqualifiziert | nachträglich disqualifiziert | —           |             |

#### Endergebnis Mannschaftswertung
| Platz                                     | Land                         | Reiter und Pferde                           | Minuspunkte                      | Minuspunkte | Minuspunkte | Minuspunkte |
| Platz                                     | Land                         | Reiter und Pferde                           | Dressur                          | Gelände     | Springen    | Gesamt      |
| 1                                         | Großbritannien               | Großbritannien                              |                                  |             |             | 113,90      |
| ----------------------------------------- | ---------------------------- | ------------------------------------------- | -------------------------------- | ----------- | ----------- | ----------- |
|                                           |                              | Nicola Wilson Bulana                        | 35,10                            | 0,40        | 0,00        | 35,50       |
| Kristina Cook Billy the Red               | 38,20                        | 0,00                                        | 0,00                             | 38,20       |             |             |
| Rosalind Canter Allstar B                 | 38,60                        | 1,60                                        | 0,00                             | 40,20       |             |             |
| Oliver Townend Cooley SRS                 | 43,80                        | 41,20                                       | zurückgezogen                    | (1000,00)   |             |             |
| 2                                         | Schweden                     | Schweden                                    |                                  |             |             | 148,40      |
|                                           |                              | Sara Algotsson-Ostholt Reality              | 34,20                            | 0,80        | 12,00       | 47,00       |
| Louise Svensson Jähde Utah Sun            | 38,30                        | 6,00                                        | 4,00                             | 48,30       |             |             |
| Niklas Lindbäck Focus Filiocus            | 44,70                        | 8,40                                        | 0,00                             | 53,10       |             |             |
| Ludwig Svennerstål Paramount Importance   | 44,40                        | 4,80                                        | 4,00                             | 53,20       |             |             |
| 3                                         | Italien                      | Italien                                     |                                  |             |             | 211,80      |
|                                           |                              | Pietro Roman Barraduff                      | 41,00                            | 0,00        | 8,00        | 49,00       |
| Pietro Sandei Rubis de Prere              | 44,50                        | 26,00                                       | 0,00                             | 70,50       |             |             |
| Vittoria Panizzon Chequers Play the Game  | 41,70                        | 31,60                                       | 19,00                            | 92,30       |             |             |
| Arianna Schivo Quefira de l'Ormeau        | 48,80                        | 17,20                                       | zurückgezogen                    | (1000,00)   |             |             |
| 4                                         | Irland                       | Irland                                      |                                  |             |             | 269,20      |
|                                           |                              | Sarah Ennis Stellor Rebound                 | 38,60                            | 0,80        | 4,00        | 43,40       |
| Michael Ryan Dunlough Striker             | 51,40                        | 38,80                                       | 4,00                             | 94,20       |             |             |
| Joseph Murphy Sportsfield Othello         | 54,80                        | 64,80                                       | 12,00                            | 131,60      |             |             |
| Austin O’Connor Kilpatrick Knight         | 45,20                        | ausgeschieden                               | –                                | (1000,00)   |             |             |
| 5                                         | Belgien                      | Belgien                                     |                                  |             |             | 286,30      |
|                                           |                              | Karin Donckers Fletcha van't Verahof        | 40,10                            | 14,40       | 0,00        | 54,50       |
| Lara de Liedekerke-Meier Alpaga d'Arville | 47,00                        | 30,00                                       | 12,00                            | 89,00       |             |             |
| Giel Vanhouche Figaro de Verby            | 50,40                        | 84,40                                       | 8,00                             | 142,80      |             |             |
| Joris Van Springel Lully des Aulnes       | 51,50                        | 13,60                                       | ausgeschieden (Horse Inspection) | (1000,00)   |             |             |
| 6                                         | Spanien                      | Spanien                                     |                                  |             |             | 290,10      |
|                                           |                              | Maria Pinedo Sendagorta Carriem van Colen Z | 53,90                            | 29,20       | 4,00        | 87,10       |
| Esteban Benítez Pizarra                   | 46,10                        | 37,60                                       | 4,00                             | 87,70       |             |             |
| Carlos Díaz Junco                         | 46,10                        | 65,20                                       | 4,00                             | 115,30      |             |             |
| Albert Hermoso Farras Nereo               | 60,20                        | ausgeschieden                               | –                                | (1000,00)   |             |             |
| 7                                         | Schweiz                      | Schweiz                                     |                                  |             |             | 324,10      |
|                                           |                              | Ben Vogg Noe des Vaty                       | 43,00                            | 31,20       | 5,00        | 79,20       |
| Eveline Bodenmüller Waldmann              | 51,70                        | 47,60                                       | 12,00                            | 111,30      |             |             |
| Sandra Leonhardt-Raith Toubleu de Rueire  | 53,20                        | 60,40                                       | 20,00                            | 133,60      |             |             |
| Felix Vogg Onfire                         | 37,20                        | ausgeschieden                               | –                                | (1000,00)   |             |             |
| 8                                         | Polen                        | Polen                                       |                                  |             |             | 408,80      |
| 9                                         | Belarus                      | Belarus                                     |                                  |             |             | 425,50      |
| 10                                        | Deutschland                  | Deutschland                                 |                                  |             |             | 1.063,10    |
|                                           |                              | Ingrid Klimke Hale Bob OLD                  | 30,30                            | 0,00        | 0,00        | 30,30       |
| Michael Jung Rocana FST                   | 32,80                        | 0,00                                        | 0,00                             | 32,80       |             |             |
| Bettina Hoy Seigneur Medicott             | 24,60                        | ausgeschieden                               | –                                | 1000,00     |             |             |
| Julia Krajewski Samourai du Thot          | nachträglich disqualifiziert | nachträglich disqualifiziert                | nachträglich disqualifiziert     | (1000,00)   |             |             |
| 11                                        | Frankreich                   | Frankreich                                  |                                  |             |             | 1.164,40    |
| 12                                        | Dänemark                     | Dänemark                                    |                                  |             |             | 1.186,80    |
| 13                                        | Norwegen                     | Norwegen                                    |                                  |             |             | 1.195,70    |